# مسجد شیخ فیاض زنجان
مسجد شیخ فیاض، مسجدی تاریخی در شهر زنجان است که در سال ۱۲۸۳ هجری قمری ساخته شده است. این مسجد فاقد صحن است.

## منبع
- سایت تخصصی میراث فرهنگی و گردشگری